# Bicentennial Park (park i Australien, Northern Territory)
Bicentennial Park är en park i Australien. Den ligger i territoriet Northern Territory, nära territoriets huvudstad Darwin.
Trakten är tätbefolkad. Närmaste större samhälle är Darwin, nära Bicentennial Park. 
Savannklimat råder i trakten. Genomsnittlig årsnederbörd är 1 845 millimeter. Den regnigaste månaden är januari, med i genomsnitt 505 mm nederbörd, och den torraste är augusti, med 1 mm nederbörd.